# 仞
丈及仞(音同刃)，为東亞尺貫法长度单位。
- 丈為十尺。〔丈，十尺也。――《说文》〕
- 仞相當於一个成年男子的臂長，与尺的单位换算为：周制八尺为一仞；汉制七尺为一仞。〔仞，伸臂一寻八尺也。——《说文》〕

中國市制定1尺（市尺）＝(1/3)公尺，1丈（市丈）約等於3.333公尺。
日本尺貫法定1尺＝(10/33)公尺，1丈約等於3.03公尺；台灣的「台丈」亦沿用。

## 另見
- 公丈，即
- 丈八蛇矛
- 中國度量衡
- 射鵰英雄傳虛構角色：裘千丈、裘千仞